# TJ's
Los TJ's (pronunciado Ti Yeis) fue un grupo pionero de rock de Tijuana, Baja California, México. Fue el primero de esa ciudad. Lo fundó Javier Bátiz en 1957 y estuvo activo hasta 1963, año en el que él se mudó a la Ciudad de México con la intención de reemplazar a Johnny Laboriel en Los Rebeldes del Rock.

## Historia
Javier Bátiz se topó con el rhythm and blues por accidente. Él cuenta que un día su madre le pidió que apagara el radio pues ya era tarde, y había que dormir; al acercarse para apagarlo, escuchó una música muy diferente, que lo atrapó inmediatamente. La estación era la XEAH de Tijuana, “La Voz de las Californias”. Esta estación de radio, después de dar por terminada la programación oficial y tocar el Himno Nacional Mexicano a las 10 de la noche, transmitía blues que, según Bátiz, estaba prohibida en la radio estadounidense. No apagó el radio, y se quedó escuchando la música.
En 1957, Bátiz se enteró de que los Rebeldes del Rock ganaron un concurso de rock en Nueva York. Esto lo motivó a formar un grupo propio: Los TJ’s. Bátiz es multiintrumentista, tenía todos los instrumentos de una banda de rock, y cuenta que les asignó los instrumentos a sus compañeros, y les enseñó a tocarlos.
Los TJ’s se presentaban tanto en fiestas de quince años y bodas, es decir, en eventos sociales de Tijuana de la clase media alta, como en burdeles, los lugares que esta misma sociedad catalogaba como de perdición, donde bailaban mujeres desnudas, y solo era frecuentado por turistas estadounidenses, militares principalmente. Los TJ’s se volvieron muy famosos en Baja California. También se presentaban al otro lado de la frontera, en San Diego. Tocaban los éxitos del momento, en inglés, que se escuchaban en varias estaciones de radio de San Diego, Estados Unidos: KCBQ, KSON y KSDO, que se escuchaban también en Tijuana, con toda claridad. 
En una presentación de Los TJ’s en el kiosco del parque Teniente Guerrero de Tijuana, se encontraba Carlos Santana, quien quedó profundamente impresionado con sus interpretaciones, y los empezó a seguir a los ensayos y a las presentaciones, hasta incorporarse a ellos como bajista.

## Integrantes del grupo

### Originales
- Salvador García “Bayoye”, batería
- Francisco Javier Aguirre “Brachi”, armónica
- Abraham López “Chichi”, bajo.
- Manuel Peraza “Meño”, guitarra.
- Max Martínez, guitarra.
- Javier Bátiz, voz, guitarra líder.[6]

### Posteriormente
- Carlos Aguirre “Cali”, piano/teclados.
- “El Doppi” (residente de San Ysidro, California), saxofón.[cita requerida]

## Grabaciones
- Noches Tristes (Sad Nights) / Nocturnal (noviembre de 1959). Radiodifusora XEC.
- El Twist Despacio/Mashed Potatos[2]

Mashed Potatos. 1960 RCA Victor.</ref>